# Coquillettidia grandidieri
Coquillettidia grandidieri är en tvåvingeart som först beskrevs av Blanchard 1905.  Coquillettidia grandidieri ingår i släktet Coquillettidia och familjen stickmyggor.
Artens utbredningsområde är Madagaskar. Inga underarter finns listade i Catalogue of Life.